# باشگاه ورزشی کچکمتی
باشگاه ورزشی کچکمتی (انگلیسی: Kecskeméti TE) یک باشگاه ورزشی مستقر در کچکمت مجارستان است. شهرت آن بیشتر به خاطر تیم فوتبالش است که در سطح اول فوتبال مجارستان شرکت می‌کند. بالاترین دستاورد آن‌ها تا به امروز قهرمانی جام حذفی فوتبال مجارستان در فصل ۲۰۱۰–۲۰۱۱ و ورود به لیگ اروپا است. این تیم بلافاصله پس از صعود به لیگ برتر در فصل ۲۰۲۲–۲۳، نایب قهرمان شد و حق شرکت در مسابقات مقدماتی لیگ کنفرانس اروپا ۲۴–۲۰۲۳ را به دست آورد.
این تیم در حال حاضر در لیگ دسته اول فوتبال مجارستان، بالاترین سطح لیگ فوتبال در این کشور، فعالیت دارد.